# 飯塚小玕斎
飯塚 小玕斎（いいづか しょうかんさい、1919年5月6日 - 2004年9月4日）は、日本の竹工芸家。東京市本郷区生まれ。本名は成年。1942年、東京美術学校油画科を卒業。同じく竹工芸家の飯塚琅玕斎の次男であり、彼に師事。1982年、竹工芸で人間国宝 (重要無形文化財保持者) となった。

## 略歴
- 1942年：東京美術学校油絵科卒業
- 1947年：父・飯塚琅玕斎に師事
- 1953年：北斗賞
- 1954年：特選
- 1960年：菊華賞
- 1974年：第21回日本伝統工芸展文部大臣賞
- 1975年：第22回日本伝統工芸展朝日新聞社賞
- 1981年：群馬県太田市に転居
- 1982年：重要無形文化財「竹工芸」保持者に認定[4]
- 1984年：紫綬褒章
- 1989年：勲四等旭日小綬章

## 主な作品
- 「束ね編白錆花籃」
- 「竹刺編菱繋文飾箱」など[5]